# Pinel, médecin en chef de La Salpêtrière, délivrant des aliénés de leurs chaînes
Pinel, médecin en chef de La Salpêtrière, délivrant des aliénés de leurs chaînes (Pinel, médico-chefe de La Salpêtrière, liberta os alienados de suas correntes, em livre tradução) é o título de um quadro a óleo do artista francês Tony Robert-Fleury, apresentado no Salon em 1876 e representa o médico Philippe Pinel resgatando pessoas com problemas mentais das condições sub-humanas em que estavam.

## Características
A pintura possui dimensões de 3,55 metros de altura por 5,05 metros de comprimento, e o "título da obra contém um erro ortográfico, já que o asilo La Salpêtrière só acomoda mulheres".

### Imagem
O artista retrata um pátio no interior do hospital e a figura central da tela é uma mulher cujos traços de insanidade são patenteados pelos cabelos desgrenhados e soltos, enquanto um assistente de Pinel, que está sob árvores observando à esquerda, retira-lhe um cinto de ferro que a prendia. Aos pés do médico outra mulher, já libertada possivelmente, ajoelha-se em gratidão. Jean-Baptiste Pussin aparece retratado, como enfermeiro (de avental), também observando a cena.
A cena completa-se com outras figuras em segundo plano, como a mulher que demonstra sofrer um ataque e está com o seio de fora, e outras mulheres ainda com as correntes aguardam o momento de sua libertação. Ao fundo, duas mulheres descem as escadas do hospital.

## Histórico
Foi apresentado no Salão de 1876, sob número 1753 no catálogo da exposição, que dizia na descrição: “Pinel protestou de forma brilhante contra o tratamento odioso de que eram vítimas os loucos: teve a coragem de soltar suas correntes".
Um esboço realizado por Fleury, destacado em guache branco, foi preservado e pertence ao Museu Nacional de Arte de Bucareste; nele a composição difere da versão definitiva. Já uma tela de estudo, feito de modo grosseiro e em pequenas dimensões, mas guardando maior proximidade com a versão definitiva, é mantida na Wellcome Collection, em Londres.
Uma tela realizada em grisaille com mais de um metro existe e é bem próxima da que foi exposta; as gravuras publicadas na imprensa da época refletem esse trabalho, já que a produção de tipos para gravação era demorado e, junto a outros elementos, dão conta de que este trabalho foi mais um estudo do artista e não cópia realizada por um aluno.

## Contexto social e político
O médico Pinel conhecera em 11 de setembro de 1793, quando passou a chefiar o Hospice de Bicêtre por ordem da Convenção, a Jean-Baptiste Pussin um humilde servidor que, curado da tuberculose, fora para aquela instituição transferido com a função de cuidar do quarteirão destinado aos loucos agitados. Os dois mantiveram uma parceria que durou dezoito anos. Pussin, com ajuda da esposa e seguindo as lições de Pierre-Jean-Georges Cabanis já havia iniciado a libertação dos loucos das celas em que viviam acorrentados, e que faziam ser o local conhecido como "inferno de Bicêtre", obtendo como resultado a diminuição da agressividade. A atitude de Pussin, contudo, foi atribuída e mitificada como sendo apenas de Pinel graças sobretudo à propaganda de seu filho Scipion Pinel e, mais tarde, por outro descendente dele.
Já em 1849, o pintor Charles Müller retratou a cena enaltecendo o gesto de Pinel, ocorrido durante o contexto da Revolução Francesa e da conquista das liberdades que aquele movimento propagava, e o quadro de Fleury surge no contexto da Terceira República Francesa, que procurava enaltecer as conquistas da Revolução que em pouco tempo completaria o primeiro centenário.